# Alfil
En escacs, un alfil o orfil (♗,♝) és una peça de valor mitjà. Pot moure's qualsevol nombre de caselles en diagonal, però no pot moure's en horitzontal.
Tot i que no és possible fer un escac i mat amb un de sol, dos alfils i un rei contra un rei rival o un alfil i un cavall poden fer-lo; aquest darrer es considera l'escac i mat bàsic més complicat.
L'alfil era al seu origen un elefant de guerra, connotació que es va perdre a Europa, on aquest animal no s'usava per al combat. Malgrat tot, es va mantenir la paraula (alfil significa 'elefant' en persa). El cap de l'elefant recordava als jugadors la mitra d'un bisbe i progressivament la peça va anar assimilant-se a aquesta figura, amb creu i tot. De fet en algunes llengües, com l'anglès, la peça es diu bishop (bisbe).

## Origen i etimologia

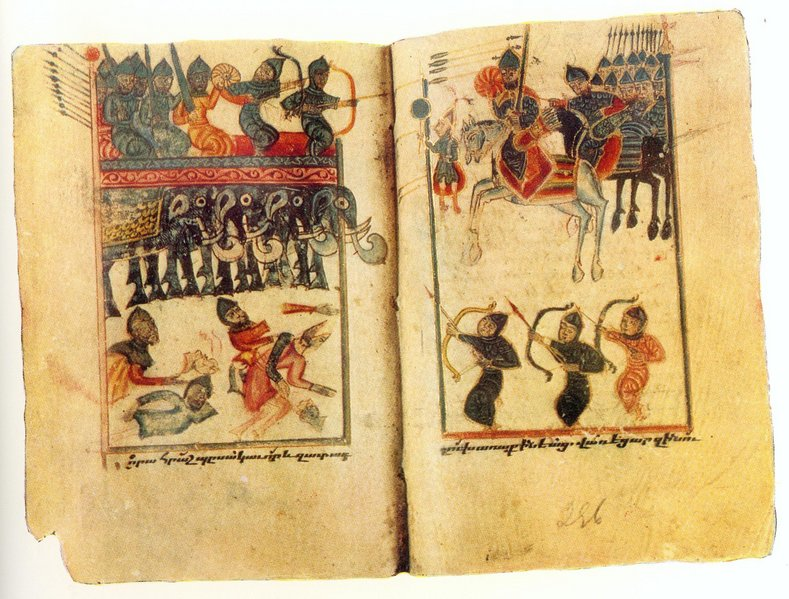
Una miniatura medieval armènia que representa elefants de guerra sassànida a la batalla d'Avarair

La paraula alfil prové de l'àrab al-fil (الفيل), que significa «l'elefant». D'altra banda, el predecessor de l'alfil en el Xatranj va ser l'alfil o Pil, que podia moure dues caselles en diagonal, saltant la primera, fins i tot quan estava ocupada. En conseqüència, cada alfil quedava restringit a vuit escacs del tauler i no podia atacar l'alfil de l'adversari. L'alfil modern va sorgir per primera vegada aproximadament al segle xii en una variació del joc amb escaquer de vuit per dotze. La peça amb aquest moviment, anomenada cocatriz o cocodril formava part del Grande Acedrez al llibre de joc compilat el 1283 pel rei Alfons X de Castella. Al joc se li atribueix origen indi, fins llavors un terme poc definit.
Aproximadament mig segle després, Muhammad ibn Mahmud al-Āmulī en el seu llibre Nafa'is al-funun fi ‘ara'is al-‘uyun (Tresors de la ciència) descriu una forma d'escacs expandit amb dues peces que "es movien com la torre però de forma obliqua". Aquesta peça es denominava dabbabah, el nom usat per a un sostre portàtil utilitzat pels soldats quan atacaven un mur protegit per arquers, líquids d'ebullició, i altres artefactes militars utilitzats pels defensors. Dos llibres de finals del segle xv descriuen el nou moviment de l'alfil: el Libre Del jochs partits dels schachs em nombre de 100 de Francesc Vicent, perdut el 1811 durant un saqueig dels soldats de Napoleó al Monestir de Montserrat, i Repetición de amores e arte Del axedres com CL iuegos de partido de Luiz Ramírez de Lucena, imprès a la ciutat de Salamanca i dedicat al recentment mort príncep Don Joan, fill dels Reis Catòlics de Castella. En lloc de moure saltant només un escac, podia anar pel camí diagonal sempre que la seva trajectòria no estigués impedida.

## Moviment i valor relatiu

Moviments de l'alfil permesos

|   | a                                                                         | b                                                                         | c                                                                         | d                                                                         | e                                                                         | f                                                                         | g                                                                         | h                                                                         |   |
| 8 | c8 negres alfil · f8 negres alfil · c1 blanques alfil · f1 blanques alfil | c8 negres alfil · f8 negres alfil · c1 blanques alfil · f1 blanques alfil | c8 negres alfil · f8 negres alfil · c1 blanques alfil · f1 blanques alfil | c8 negres alfil · f8 negres alfil · c1 blanques alfil · f1 blanques alfil | c8 negres alfil · f8 negres alfil · c1 blanques alfil · f1 blanques alfil | c8 negres alfil · f8 negres alfil · c1 blanques alfil · f1 blanques alfil | c8 negres alfil · f8 negres alfil · c1 blanques alfil · f1 blanques alfil | c8 negres alfil · f8 negres alfil · c1 blanques alfil · f1 blanques alfil | 8 |
| 7 | c8 negres alfil · f8 negres alfil · c1 blanques alfil · f1 blanques alfil | c8 negres alfil · f8 negres alfil · c1 blanques alfil · f1 blanques alfil | c8 negres alfil · f8 negres alfil · c1 blanques alfil · f1 blanques alfil | c8 negres alfil · f8 negres alfil · c1 blanques alfil · f1 blanques alfil | c8 negres alfil · f8 negres alfil · c1 blanques alfil · f1 blanques alfil | c8 negres alfil · f8 negres alfil · c1 blanques alfil · f1 blanques alfil | c8 negres alfil · f8 negres alfil · c1 blanques alfil · f1 blanques alfil | c8 negres alfil · f8 negres alfil · c1 blanques alfil · f1 blanques alfil | 7 |
| 6 | c8 negres alfil · f8 negres alfil · c1 blanques alfil · f1 blanques alfil | c8 negres alfil · f8 negres alfil · c1 blanques alfil · f1 blanques alfil | c8 negres alfil · f8 negres alfil · c1 blanques alfil · f1 blanques alfil | c8 negres alfil · f8 negres alfil · c1 blanques alfil · f1 blanques alfil | c8 negres alfil · f8 negres alfil · c1 blanques alfil · f1 blanques alfil | c8 negres alfil · f8 negres alfil · c1 blanques alfil · f1 blanques alfil | c8 negres alfil · f8 negres alfil · c1 blanques alfil · f1 blanques alfil | c8 negres alfil · f8 negres alfil · c1 blanques alfil · f1 blanques alfil | 6 |
| 5 | c8 negres alfil · f8 negres alfil · c1 blanques alfil · f1 blanques alfil | c8 negres alfil · f8 negres alfil · c1 blanques alfil · f1 blanques alfil | c8 negres alfil · f8 negres alfil · c1 blanques alfil · f1 blanques alfil | c8 negres alfil · f8 negres alfil · c1 blanques alfil · f1 blanques alfil | c8 negres alfil · f8 negres alfil · c1 blanques alfil · f1 blanques alfil | c8 negres alfil · f8 negres alfil · c1 blanques alfil · f1 blanques alfil | c8 negres alfil · f8 negres alfil · c1 blanques alfil · f1 blanques alfil | c8 negres alfil · f8 negres alfil · c1 blanques alfil · f1 blanques alfil | 5 |
| 4 | c8 negres alfil · f8 negres alfil · c1 blanques alfil · f1 blanques alfil | c8 negres alfil · f8 negres alfil · c1 blanques alfil · f1 blanques alfil | c8 negres alfil · f8 negres alfil · c1 blanques alfil · f1 blanques alfil | c8 negres alfil · f8 negres alfil · c1 blanques alfil · f1 blanques alfil | c8 negres alfil · f8 negres alfil · c1 blanques alfil · f1 blanques alfil | c8 negres alfil · f8 negres alfil · c1 blanques alfil · f1 blanques alfil | c8 negres alfil · f8 negres alfil · c1 blanques alfil · f1 blanques alfil | c8 negres alfil · f8 negres alfil · c1 blanques alfil · f1 blanques alfil | 4 |
| 3 | c8 negres alfil · f8 negres alfil · c1 blanques alfil · f1 blanques alfil | c8 negres alfil · f8 negres alfil · c1 blanques alfil · f1 blanques alfil | c8 negres alfil · f8 negres alfil · c1 blanques alfil · f1 blanques alfil | c8 negres alfil · f8 negres alfil · c1 blanques alfil · f1 blanques alfil | c8 negres alfil · f8 negres alfil · c1 blanques alfil · f1 blanques alfil | c8 negres alfil · f8 negres alfil · c1 blanques alfil · f1 blanques alfil | c8 negres alfil · f8 negres alfil · c1 blanques alfil · f1 blanques alfil | c8 negres alfil · f8 negres alfil · c1 blanques alfil · f1 blanques alfil | 3 |
| 2 | c8 negres alfil · f8 negres alfil · c1 blanques alfil · f1 blanques alfil | c8 negres alfil · f8 negres alfil · c1 blanques alfil · f1 blanques alfil | c8 negres alfil · f8 negres alfil · c1 blanques alfil · f1 blanques alfil | c8 negres alfil · f8 negres alfil · c1 blanques alfil · f1 blanques alfil | c8 negres alfil · f8 negres alfil · c1 blanques alfil · f1 blanques alfil | c8 negres alfil · f8 negres alfil · c1 blanques alfil · f1 blanques alfil | c8 negres alfil · f8 negres alfil · c1 blanques alfil · f1 blanques alfil | c8 negres alfil · f8 negres alfil · c1 blanques alfil · f1 blanques alfil | 2 |
| 1 | c8 negres alfil · f8 negres alfil · c1 blanques alfil · f1 blanques alfil | c8 negres alfil · f8 negres alfil · c1 blanques alfil · f1 blanques alfil | c8 negres alfil · f8 negres alfil · c1 blanques alfil · f1 blanques alfil | c8 negres alfil · f8 negres alfil · c1 blanques alfil · f1 blanques alfil | c8 negres alfil · f8 negres alfil · c1 blanques alfil · f1 blanques alfil | c8 negres alfil · f8 negres alfil · c1 blanques alfil · f1 blanques alfil | c8 negres alfil · f8 negres alfil · c1 blanques alfil · f1 blanques alfil | c8 negres alfil · f8 negres alfil · c1 blanques alfil · f1 blanques alfil | 1 |
|   | a                                                                         | b                                                                         | c                                                                         | d                                                                         | e                                                                         | f                                                                         | g                                                                         | h                                                                         |   |

|   | a | b | c | d | e | f | g | h |   |
| 8 | h8 black circle · a7 black circle · d7 negres peó · g7 black circle · h7 white circle · b6 black circle · e6 white circle · f6 black circle · g6 white circle · c5 black circle · e5 black circle · f5 blanques alfil · d4 negres alfil · e4 white circle · g4 white circle · c3 black circle · d3 white circle · e3 black circle · h3 white circle · b2 black circle · c2 blanques peó · f2 black circle · a1 black circle · g1 black circle | h8 black circle · a7 black circle · d7 negres peó · g7 black circle · h7 white circle · b6 black circle · e6 white circle · f6 black circle · g6 white circle · c5 black circle · e5 black circle · f5 blanques alfil · d4 negres alfil · e4 white circle · g4 white circle · c3 black circle · d3 white circle · e3 black circle · h3 white circle · b2 black circle · c2 blanques peó · f2 black circle · a1 black circle · g1 black circle | h8 black circle · a7 black circle · d7 negres peó · g7 black circle · h7 white circle · b6 black circle · e6 white circle · f6 black circle · g6 white circle · c5 black circle · e5 black circle · f5 blanques alfil · d4 negres alfil · e4 white circle · g4 white circle · c3 black circle · d3 white circle · e3 black circle · h3 white circle · b2 black circle · c2 blanques peó · f2 black circle · a1 black circle · g1 black circle | h8 black circle · a7 black circle · d7 negres peó · g7 black circle · h7 white circle · b6 black circle · e6 white circle · f6 black circle · g6 white circle · c5 black circle · e5 black circle · f5 blanques alfil · d4 negres alfil · e4 white circle · g4 white circle · c3 black circle · d3 white circle · e3 black circle · h3 white circle · b2 black circle · c2 blanques peó · f2 black circle · a1 black circle · g1 black circle | h8 black circle · a7 black circle · d7 negres peó · g7 black circle · h7 white circle · b6 black circle · e6 white circle · f6 black circle · g6 white circle · c5 black circle · e5 black circle · f5 blanques alfil · d4 negres alfil · e4 white circle · g4 white circle · c3 black circle · d3 white circle · e3 black circle · h3 white circle · b2 black circle · c2 blanques peó · f2 black circle · a1 black circle · g1 black circle | h8 black circle · a7 black circle · d7 negres peó · g7 black circle · h7 white circle · b6 black circle · e6 white circle · f6 black circle · g6 white circle · c5 black circle · e5 black circle · f5 blanques alfil · d4 negres alfil · e4 white circle · g4 white circle · c3 black circle · d3 white circle · e3 black circle · h3 white circle · b2 black circle · c2 blanques peó · f2 black circle · a1 black circle · g1 black circle | h8 black circle · a7 black circle · d7 negres peó · g7 black circle · h7 white circle · b6 black circle · e6 white circle · f6 black circle · g6 white circle · c5 black circle · e5 black circle · f5 blanques alfil · d4 negres alfil · e4 white circle · g4 white circle · c3 black circle · d3 white circle · e3 black circle · h3 white circle · b2 black circle · c2 blanques peó · f2 black circle · a1 black circle · g1 black circle | h8 black circle · a7 black circle · d7 negres peó · g7 black circle · h7 white circle · b6 black circle · e6 white circle · f6 black circle · g6 white circle · c5 black circle · e5 black circle · f5 blanques alfil · d4 negres alfil · e4 white circle · g4 white circle · c3 black circle · d3 white circle · e3 black circle · h3 white circle · b2 black circle · c2 blanques peó · f2 black circle · a1 black circle · g1 black circle | 8 |
| 7 | h8 black circle · a7 black circle · d7 negres peó · g7 black circle · h7 white circle · b6 black circle · e6 white circle · f6 black circle · g6 white circle · c5 black circle · e5 black circle · f5 blanques alfil · d4 negres alfil · e4 white circle · g4 white circle · c3 black circle · d3 white circle · e3 black circle · h3 white circle · b2 black circle · c2 blanques peó · f2 black circle · a1 black circle · g1 black circle | h8 black circle · a7 black circle · d7 negres peó · g7 black circle · h7 white circle · b6 black circle · e6 white circle · f6 black circle · g6 white circle · c5 black circle · e5 black circle · f5 blanques alfil · d4 negres alfil · e4 white circle · g4 white circle · c3 black circle · d3 white circle · e3 black circle · h3 white circle · b2 black circle · c2 blanques peó · f2 black circle · a1 black circle · g1 black circle | h8 black circle · a7 black circle · d7 negres peó · g7 black circle · h7 white circle · b6 black circle · e6 white circle · f6 black circle · g6 white circle · c5 black circle · e5 black circle · f5 blanques alfil · d4 negres alfil · e4 white circle · g4 white circle · c3 black circle · d3 white circle · e3 black circle · h3 white circle · b2 black circle · c2 blanques peó · f2 black circle · a1 black circle · g1 black circle | h8 black circle · a7 black circle · d7 negres peó · g7 black circle · h7 white circle · b6 black circle · e6 white circle · f6 black circle · g6 white circle · c5 black circle · e5 black circle · f5 blanques alfil · d4 negres alfil · e4 white circle · g4 white circle · c3 black circle · d3 white circle · e3 black circle · h3 white circle · b2 black circle · c2 blanques peó · f2 black circle · a1 black circle · g1 black circle | h8 black circle · a7 black circle · d7 negres peó · g7 black circle · h7 white circle · b6 black circle · e6 white circle · f6 black circle · g6 white circle · c5 black circle · e5 black circle · f5 blanques alfil · d4 negres alfil · e4 white circle · g4 white circle · c3 black circle · d3 white circle · e3 black circle · h3 white circle · b2 black circle · c2 blanques peó · f2 black circle · a1 black circle · g1 black circle | h8 black circle · a7 black circle · d7 negres peó · g7 black circle · h7 white circle · b6 black circle · e6 white circle · f6 black circle · g6 white circle · c5 black circle · e5 black circle · f5 blanques alfil · d4 negres alfil · e4 white circle · g4 white circle · c3 black circle · d3 white circle · e3 black circle · h3 white circle · b2 black circle · c2 blanques peó · f2 black circle · a1 black circle · g1 black circle | h8 black circle · a7 black circle · d7 negres peó · g7 black circle · h7 white circle · b6 black circle · e6 white circle · f6 black circle · g6 white circle · c5 black circle · e5 black circle · f5 blanques alfil · d4 negres alfil · e4 white circle · g4 white circle · c3 black circle · d3 white circle · e3 black circle · h3 white circle · b2 black circle · c2 blanques peó · f2 black circle · a1 black circle · g1 black circle | h8 black circle · a7 black circle · d7 negres peó · g7 black circle · h7 white circle · b6 black circle · e6 white circle · f6 black circle · g6 white circle · c5 black circle · e5 black circle · f5 blanques alfil · d4 negres alfil · e4 white circle · g4 white circle · c3 black circle · d3 white circle · e3 black circle · h3 white circle · b2 black circle · c2 blanques peó · f2 black circle · a1 black circle · g1 black circle | 7 |
| 6 | h8 black circle · a7 black circle · d7 negres peó · g7 black circle · h7 white circle · b6 black circle · e6 white circle · f6 black circle · g6 white circle · c5 black circle · e5 black circle · f5 blanques alfil · d4 negres alfil · e4 white circle · g4 white circle · c3 black circle · d3 white circle · e3 black circle · h3 white circle · b2 black circle · c2 blanques peó · f2 black circle · a1 black circle · g1 black circle | h8 black circle · a7 black circle · d7 negres peó · g7 black circle · h7 white circle · b6 black circle · e6 white circle · f6 black circle · g6 white circle · c5 black circle · e5 black circle · f5 blanques alfil · d4 negres alfil · e4 white circle · g4 white circle · c3 black circle · d3 white circle · e3 black circle · h3 white circle · b2 black circle · c2 blanques peó · f2 black circle · a1 black circle · g1 black circle | h8 black circle · a7 black circle · d7 negres peó · g7 black circle · h7 white circle · b6 black circle · e6 white circle · f6 black circle · g6 white circle · c5 black circle · e5 black circle · f5 blanques alfil · d4 negres alfil · e4 white circle · g4 white circle · c3 black circle · d3 white circle · e3 black circle · h3 white circle · b2 black circle · c2 blanques peó · f2 black circle · a1 black circle · g1 black circle | h8 black circle · a7 black circle · d7 negres peó · g7 black circle · h7 white circle · b6 black circle · e6 white circle · f6 black circle · g6 white circle · c5 black circle · e5 black circle · f5 blanques alfil · d4 negres alfil · e4 white circle · g4 white circle · c3 black circle · d3 white circle · e3 black circle · h3 white circle · b2 black circle · c2 blanques peó · f2 black circle · a1 black circle · g1 black circle | h8 black circle · a7 black circle · d7 negres peó · g7 black circle · h7 white circle · b6 black circle · e6 white circle · f6 black circle · g6 white circle · c5 black circle · e5 black circle · f5 blanques alfil · d4 negres alfil · e4 white circle · g4 white circle · c3 black circle · d3 white circle · e3 black circle · h3 white circle · b2 black circle · c2 blanques peó · f2 black circle · a1 black circle · g1 black circle | h8 black circle · a7 black circle · d7 negres peó · g7 black circle · h7 white circle · b6 black circle · e6 white circle · f6 black circle · g6 white circle · c5 black circle · e5 black circle · f5 blanques alfil · d4 negres alfil · e4 white circle · g4 white circle · c3 black circle · d3 white circle · e3 black circle · h3 white circle · b2 black circle · c2 blanques peó · f2 black circle · a1 black circle · g1 black circle | h8 black circle · a7 black circle · d7 negres peó · g7 black circle · h7 white circle · b6 black circle · e6 white circle · f6 black circle · g6 white circle · c5 black circle · e5 black circle · f5 blanques alfil · d4 negres alfil · e4 white circle · g4 white circle · c3 black circle · d3 white circle · e3 black circle · h3 white circle · b2 black circle · c2 blanques peó · f2 black circle · a1 black circle · g1 black circle | h8 black circle · a7 black circle · d7 negres peó · g7 black circle · h7 white circle · b6 black circle · e6 white circle · f6 black circle · g6 white circle · c5 black circle · e5 black circle · f5 blanques alfil · d4 negres alfil · e4 white circle · g4 white circle · c3 black circle · d3 white circle · e3 black circle · h3 white circle · b2 black circle · c2 blanques peó · f2 black circle · a1 black circle · g1 black circle | 6 |
| 5 | h8 black circle · a7 black circle · d7 negres peó · g7 black circle · h7 white circle · b6 black circle · e6 white circle · f6 black circle · g6 white circle · c5 black circle · e5 black circle · f5 blanques alfil · d4 negres alfil · e4 white circle · g4 white circle · c3 black circle · d3 white circle · e3 black circle · h3 white circle · b2 black circle · c2 blanques peó · f2 black circle · a1 black circle · g1 black circle | h8 black circle · a7 black circle · d7 negres peó · g7 black circle · h7 white circle · b6 black circle · e6 white circle · f6 black circle · g6 white circle · c5 black circle · e5 black circle · f5 blanques alfil · d4 negres alfil · e4 white circle · g4 white circle · c3 black circle · d3 white circle · e3 black circle · h3 white circle · b2 black circle · c2 blanques peó · f2 black circle · a1 black circle · g1 black circle | h8 black circle · a7 black circle · d7 negres peó · g7 black circle · h7 white circle · b6 black circle · e6 white circle · f6 black circle · g6 white circle · c5 black circle · e5 black circle · f5 blanques alfil · d4 negres alfil · e4 white circle · g4 white circle · c3 black circle · d3 white circle · e3 black circle · h3 white circle · b2 black circle · c2 blanques peó · f2 black circle · a1 black circle · g1 black circle | h8 black circle · a7 black circle · d7 negres peó · g7 black circle · h7 white circle · b6 black circle · e6 white circle · f6 black circle · g6 white circle · c5 black circle · e5 black circle · f5 blanques alfil · d4 negres alfil · e4 white circle · g4 white circle · c3 black circle · d3 white circle · e3 black circle · h3 white circle · b2 black circle · c2 blanques peó · f2 black circle · a1 black circle · g1 black circle | h8 black circle · a7 black circle · d7 negres peó · g7 black circle · h7 white circle · b6 black circle · e6 white circle · f6 black circle · g6 white circle · c5 black circle · e5 black circle · f5 blanques alfil · d4 negres alfil · e4 white circle · g4 white circle · c3 black circle · d3 white circle · e3 black circle · h3 white circle · b2 black circle · c2 blanques peó · f2 black circle · a1 black circle · g1 black circle | h8 black circle · a7 black circle · d7 negres peó · g7 black circle · h7 white circle · b6 black circle · e6 white circle · f6 black circle · g6 white circle · c5 black circle · e5 black circle · f5 blanques alfil · d4 negres alfil · e4 white circle · g4 white circle · c3 black circle · d3 white circle · e3 black circle · h3 white circle · b2 black circle · c2 blanques peó · f2 black circle · a1 black circle · g1 black circle | h8 black circle · a7 black circle · d7 negres peó · g7 black circle · h7 white circle · b6 black circle · e6 white circle · f6 black circle · g6 white circle · c5 black circle · e5 black circle · f5 blanques alfil · d4 negres alfil · e4 white circle · g4 white circle · c3 black circle · d3 white circle · e3 black circle · h3 white circle · b2 black circle · c2 blanques peó · f2 black circle · a1 black circle · g1 black circle | h8 black circle · a7 black circle · d7 negres peó · g7 black circle · h7 white circle · b6 black circle · e6 white circle · f6 black circle · g6 white circle · c5 black circle · e5 black circle · f5 blanques alfil · d4 negres alfil · e4 white circle · g4 white circle · c3 black circle · d3 white circle · e3 black circle · h3 white circle · b2 black circle · c2 blanques peó · f2 black circle · a1 black circle · g1 black circle | 5 |
| 4 | h8 black circle · a7 black circle · d7 negres peó · g7 black circle · h7 white circle · b6 black circle · e6 white circle · f6 black circle · g6 white circle · c5 black circle · e5 black circle · f5 blanques alfil · d4 negres alfil · e4 white circle · g4 white circle · c3 black circle · d3 white circle · e3 black circle · h3 white circle · b2 black circle · c2 blanques peó · f2 black circle · a1 black circle · g1 black circle | h8 black circle · a7 black circle · d7 negres peó · g7 black circle · h7 white circle · b6 black circle · e6 white circle · f6 black circle · g6 white circle · c5 black circle · e5 black circle · f5 blanques alfil · d4 negres alfil · e4 white circle · g4 white circle · c3 black circle · d3 white circle · e3 black circle · h3 white circle · b2 black circle · c2 blanques peó · f2 black circle · a1 black circle · g1 black circle | h8 black circle · a7 black circle · d7 negres peó · g7 black circle · h7 white circle · b6 black circle · e6 white circle · f6 black circle · g6 white circle · c5 black circle · e5 black circle · f5 blanques alfil · d4 negres alfil · e4 white circle · g4 white circle · c3 black circle · d3 white circle · e3 black circle · h3 white circle · b2 black circle · c2 blanques peó · f2 black circle · a1 black circle · g1 black circle | h8 black circle · a7 black circle · d7 negres peó · g7 black circle · h7 white circle · b6 black circle · e6 white circle · f6 black circle · g6 white circle · c5 black circle · e5 black circle · f5 blanques alfil · d4 negres alfil · e4 white circle · g4 white circle · c3 black circle · d3 white circle · e3 black circle · h3 white circle · b2 black circle · c2 blanques peó · f2 black circle · a1 black circle · g1 black circle | h8 black circle · a7 black circle · d7 negres peó · g7 black circle · h7 white circle · b6 black circle · e6 white circle · f6 black circle · g6 white circle · c5 black circle · e5 black circle · f5 blanques alfil · d4 negres alfil · e4 white circle · g4 white circle · c3 black circle · d3 white circle · e3 black circle · h3 white circle · b2 black circle · c2 blanques peó · f2 black circle · a1 black circle · g1 black circle | h8 black circle · a7 black circle · d7 negres peó · g7 black circle · h7 white circle · b6 black circle · e6 white circle · f6 black circle · g6 white circle · c5 black circle · e5 black circle · f5 blanques alfil · d4 negres alfil · e4 white circle · g4 white circle · c3 black circle · d3 white circle · e3 black circle · h3 white circle · b2 black circle · c2 blanques peó · f2 black circle · a1 black circle · g1 black circle | h8 black circle · a7 black circle · d7 negres peó · g7 black circle · h7 white circle · b6 black circle · e6 white circle · f6 black circle · g6 white circle · c5 black circle · e5 black circle · f5 blanques alfil · d4 negres alfil · e4 white circle · g4 white circle · c3 black circle · d3 white circle · e3 black circle · h3 white circle · b2 black circle · c2 blanques peó · f2 black circle · a1 black circle · g1 black circle | h8 black circle · a7 black circle · d7 negres peó · g7 black circle · h7 white circle · b6 black circle · e6 white circle · f6 black circle · g6 white circle · c5 black circle · e5 black circle · f5 blanques alfil · d4 negres alfil · e4 white circle · g4 white circle · c3 black circle · d3 white circle · e3 black circle · h3 white circle · b2 black circle · c2 blanques peó · f2 black circle · a1 black circle · g1 black circle | 4 |
| 3 | h8 black circle · a7 black circle · d7 negres peó · g7 black circle · h7 white circle · b6 black circle · e6 white circle · f6 black circle · g6 white circle · c5 black circle · e5 black circle · f5 blanques alfil · d4 negres alfil · e4 white circle · g4 white circle · c3 black circle · d3 white circle · e3 black circle · h3 white circle · b2 black circle · c2 blanques peó · f2 black circle · a1 black circle · g1 black circle | h8 black circle · a7 black circle · d7 negres peó · g7 black circle · h7 white circle · b6 black circle · e6 white circle · f6 black circle · g6 white circle · c5 black circle · e5 black circle · f5 blanques alfil · d4 negres alfil · e4 white circle · g4 white circle · c3 black circle · d3 white circle · e3 black circle · h3 white circle · b2 black circle · c2 blanques peó · f2 black circle · a1 black circle · g1 black circle | h8 black circle · a7 black circle · d7 negres peó · g7 black circle · h7 white circle · b6 black circle · e6 white circle · f6 black circle · g6 white circle · c5 black circle · e5 black circle · f5 blanques alfil · d4 negres alfil · e4 white circle · g4 white circle · c3 black circle · d3 white circle · e3 black circle · h3 white circle · b2 black circle · c2 blanques peó · f2 black circle · a1 black circle · g1 black circle | h8 black circle · a7 black circle · d7 negres peó · g7 black circle · h7 white circle · b6 black circle · e6 white circle · f6 black circle · g6 white circle · c5 black circle · e5 black circle · f5 blanques alfil · d4 negres alfil · e4 white circle · g4 white circle · c3 black circle · d3 white circle · e3 black circle · h3 white circle · b2 black circle · c2 blanques peó · f2 black circle · a1 black circle · g1 black circle | h8 black circle · a7 black circle · d7 negres peó · g7 black circle · h7 white circle · b6 black circle · e6 white circle · f6 black circle · g6 white circle · c5 black circle · e5 black circle · f5 blanques alfil · d4 negres alfil · e4 white circle · g4 white circle · c3 black circle · d3 white circle · e3 black circle · h3 white circle · b2 black circle · c2 blanques peó · f2 black circle · a1 black circle · g1 black circle | h8 black circle · a7 black circle · d7 negres peó · g7 black circle · h7 white circle · b6 black circle · e6 white circle · f6 black circle · g6 white circle · c5 black circle · e5 black circle · f5 blanques alfil · d4 negres alfil · e4 white circle · g4 white circle · c3 black circle · d3 white circle · e3 black circle · h3 white circle · b2 black circle · c2 blanques peó · f2 black circle · a1 black circle · g1 black circle | h8 black circle · a7 black circle · d7 negres peó · g7 black circle · h7 white circle · b6 black circle · e6 white circle · f6 black circle · g6 white circle · c5 black circle · e5 black circle · f5 blanques alfil · d4 negres alfil · e4 white circle · g4 white circle · c3 black circle · d3 white circle · e3 black circle · h3 white circle · b2 black circle · c2 blanques peó · f2 black circle · a1 black circle · g1 black circle | h8 black circle · a7 black circle · d7 negres peó · g7 black circle · h7 white circle · b6 black circle · e6 white circle · f6 black circle · g6 white circle · c5 black circle · e5 black circle · f5 blanques alfil · d4 negres alfil · e4 white circle · g4 white circle · c3 black circle · d3 white circle · e3 black circle · h3 white circle · b2 black circle · c2 blanques peó · f2 black circle · a1 black circle · g1 black circle | 3 |
| 2 | h8 black circle · a7 black circle · d7 negres peó · g7 black circle · h7 white circle · b6 black circle · e6 white circle · f6 black circle · g6 white circle · c5 black circle · e5 black circle · f5 blanques alfil · d4 negres alfil · e4 white circle · g4 white circle · c3 black circle · d3 white circle · e3 black circle · h3 white circle · b2 black circle · c2 blanques peó · f2 black circle · a1 black circle · g1 black circle | h8 black circle · a7 black circle · d7 negres peó · g7 black circle · h7 white circle · b6 black circle · e6 white circle · f6 black circle · g6 white circle · c5 black circle · e5 black circle · f5 blanques alfil · d4 negres alfil · e4 white circle · g4 white circle · c3 black circle · d3 white circle · e3 black circle · h3 white circle · b2 black circle · c2 blanques peó · f2 black circle · a1 black circle · g1 black circle | h8 black circle · a7 black circle · d7 negres peó · g7 black circle · h7 white circle · b6 black circle · e6 white circle · f6 black circle · g6 white circle · c5 black circle · e5 black circle · f5 blanques alfil · d4 negres alfil · e4 white circle · g4 white circle · c3 black circle · d3 white circle · e3 black circle · h3 white circle · b2 black circle · c2 blanques peó · f2 black circle · a1 black circle · g1 black circle | h8 black circle · a7 black circle · d7 negres peó · g7 black circle · h7 white circle · b6 black circle · e6 white circle · f6 black circle · g6 white circle · c5 black circle · e5 black circle · f5 blanques alfil · d4 negres alfil · e4 white circle · g4 white circle · c3 black circle · d3 white circle · e3 black circle · h3 white circle · b2 black circle · c2 blanques peó · f2 black circle · a1 black circle · g1 black circle | h8 black circle · a7 black circle · d7 negres peó · g7 black circle · h7 white circle · b6 black circle · e6 white circle · f6 black circle · g6 white circle · c5 black circle · e5 black circle · f5 blanques alfil · d4 negres alfil · e4 white circle · g4 white circle · c3 black circle · d3 white circle · e3 black circle · h3 white circle · b2 black circle · c2 blanques peó · f2 black circle · a1 black circle · g1 black circle | h8 black circle · a7 black circle · d7 negres peó · g7 black circle · h7 white circle · b6 black circle · e6 white circle · f6 black circle · g6 white circle · c5 black circle · e5 black circle · f5 blanques alfil · d4 negres alfil · e4 white circle · g4 white circle · c3 black circle · d3 white circle · e3 black circle · h3 white circle · b2 black circle · c2 blanques peó · f2 black circle · a1 black circle · g1 black circle | h8 black circle · a7 black circle · d7 negres peó · g7 black circle · h7 white circle · b6 black circle · e6 white circle · f6 black circle · g6 white circle · c5 black circle · e5 black circle · f5 blanques alfil · d4 negres alfil · e4 white circle · g4 white circle · c3 black circle · d3 white circle · e3 black circle · h3 white circle · b2 black circle · c2 blanques peó · f2 black circle · a1 black circle · g1 black circle | h8 black circle · a7 black circle · d7 negres peó · g7 black circle · h7 white circle · b6 black circle · e6 white circle · f6 black circle · g6 white circle · c5 black circle · e5 black circle · f5 blanques alfil · d4 negres alfil · e4 white circle · g4 white circle · c3 black circle · d3 white circle · e3 black circle · h3 white circle · b2 black circle · c2 blanques peó · f2 black circle · a1 black circle · g1 black circle | 2 |
| 1 | h8 black circle · a7 black circle · d7 negres peó · g7 black circle · h7 white circle · b6 black circle · e6 white circle · f6 black circle · g6 white circle · c5 black circle · e5 black circle · f5 blanques alfil · d4 negres alfil · e4 white circle · g4 white circle · c3 black circle · d3 white circle · e3 black circle · h3 white circle · b2 black circle · c2 blanques peó · f2 black circle · a1 black circle · g1 black circle | h8 black circle · a7 black circle · d7 negres peó · g7 black circle · h7 white circle · b6 black circle · e6 white circle · f6 black circle · g6 white circle · c5 black circle · e5 black circle · f5 blanques alfil · d4 negres alfil · e4 white circle · g4 white circle · c3 black circle · d3 white circle · e3 black circle · h3 white circle · b2 black circle · c2 blanques peó · f2 black circle · a1 black circle · g1 black circle | h8 black circle · a7 black circle · d7 negres peó · g7 black circle · h7 white circle · b6 black circle · e6 white circle · f6 black circle · g6 white circle · c5 black circle · e5 black circle · f5 blanques alfil · d4 negres alfil · e4 white circle · g4 white circle · c3 black circle · d3 white circle · e3 black circle · h3 white circle · b2 black circle · c2 blanques peó · f2 black circle · a1 black circle · g1 black circle | h8 black circle · a7 black circle · d7 negres peó · g7 black circle · h7 white circle · b6 black circle · e6 white circle · f6 black circle · g6 white circle · c5 black circle · e5 black circle · f5 blanques alfil · d4 negres alfil · e4 white circle · g4 white circle · c3 black circle · d3 white circle · e3 black circle · h3 white circle · b2 black circle · c2 blanques peó · f2 black circle · a1 black circle · g1 black circle | h8 black circle · a7 black circle · d7 negres peó · g7 black circle · h7 white circle · b6 black circle · e6 white circle · f6 black circle · g6 white circle · c5 black circle · e5 black circle · f5 blanques alfil · d4 negres alfil · e4 white circle · g4 white circle · c3 black circle · d3 white circle · e3 black circle · h3 white circle · b2 black circle · c2 blanques peó · f2 black circle · a1 black circle · g1 black circle | h8 black circle · a7 black circle · d7 negres peó · g7 black circle · h7 white circle · b6 black circle · e6 white circle · f6 black circle · g6 white circle · c5 black circle · e5 black circle · f5 blanques alfil · d4 negres alfil · e4 white circle · g4 white circle · c3 black circle · d3 white circle · e3 black circle · h3 white circle · b2 black circle · c2 blanques peó · f2 black circle · a1 black circle · g1 black circle | h8 black circle · a7 black circle · d7 negres peó · g7 black circle · h7 white circle · b6 black circle · e6 white circle · f6 black circle · g6 white circle · c5 black circle · e5 black circle · f5 blanques alfil · d4 negres alfil · e4 white circle · g4 white circle · c3 black circle · d3 white circle · e3 black circle · h3 white circle · b2 black circle · c2 blanques peó · f2 black circle · a1 black circle · g1 black circle | h8 black circle · a7 black circle · d7 negres peó · g7 black circle · h7 white circle · b6 black circle · e6 white circle · f6 black circle · g6 white circle · c5 black circle · e5 black circle · f5 blanques alfil · d4 negres alfil · e4 white circle · g4 white circle · c3 black circle · d3 white circle · e3 black circle · h3 white circle · b2 black circle · c2 blanques peó · f2 black circle · a1 black circle · g1 black circle | 1 |
|   | a | b | c | d | e | f | g | h |   |

En començar una partida, cada jugador té un parell d'alfils disposats a c1 i f1 per a les blanques i c8 i f8 per a les negres. L'alfil no té restriccions de la distància per a cada moviment, però només ho pot fer en moviments diagonals. El nombre d'escacs que pot atacar en un tauler buit oscil·la entre els 7 i els 13, sent més eficaç al centre de l'escaquer. Els alfils, com qualsevol altra peça d'escacs llevat del cavall, no pot saltar les altres peces. Un alfil captura ocupant la casella on es trobava la peça enemiga.
Els alfils són diferenciats d'acord en quin flanc comencen, és a dir l'alfil de rei i l'alfil de dama. Com a conseqüència del seu moviment diagonal, cada alfil sempre roman en el color de casella inicial, i per això se sol referir-se com a alfil blanc o negre segons si comença en casella blanca o negra. Això fa que l'alfil que comença la partida en una casella d'un color determinat es passarà tota la partida en caselles d'aquest color, el que s'anomena debilitat de color.
Normalment, el seu valor relatiu s'estima entre 3 i 3,5 punts del valor de referència d'un peó, tot i que es considera més valuós el parell. Un parell de alfils és de mitjana un punt més valuós. El seu valor és aproximadament el mateix que el dels cavalls, però, depenent de la situació en el joc pot tenir un clar avantatge. Els escaquistes inexperts tendeixen a subestimar l'alfil respecte al cavall a causa de la capacitat d'aquest d'utilitzar la tàctica de la forquilla. A més, els cavalls no pateixen de la debilitat del color, cosa que permet assolir tots els escacs del tauler.
Generalment, dos alfils tenen una força relativa major a la fase final de la partida quan queden poques peces en el tauler i estan disponibles més diagonals perquè aquests es moguin, i poden anar d'un cantó a l'altre de l'escaquer en un sol moviment, mentre que el cavall necessita de més moviments per fer-ho, i no pateixen de la debilitat de color. No obstant això, aquesta característica no és necessàriament un avantatge, ja que depèn d'altres factors, com l'estructura de peons. La força del parell de afils va ser inicialment estudiada per Louis Paulsen i Wilhelm Steinitz, que en els seus jocs buscaven explorar la mobilitat de les peces en oposició al cavall adversari. El canvi d'un cavall per un alfil, es denomina qualitat menor, terme encunyat per Siegbert Tarrasch. En certes posicions, un alfil també pot perdre un temps a través d'un moviment d'espera, evitant així posicions de Zugzwang, sent el cavall incapaç de realitzar aquesta tàctica. Finalment, l'alfil és capaç d'emprar tàctiques com l'enfilada o punxó i la clavada, sent el cavall incapaç de realitzar qualsevol d'elles.
En canvi, a la fase d'obertura i mig joc, un alfil pot tenir el seu moviment restringit pels seus propis peons o pel rival, sent així inferior al cavall que pot saltar sobre les peces sent més actiu. Les oportunitats per aplicar forquilles són freqüents per als cavalls, sovint permeten obtenir material, mentre que per a l'alfil hi ha poques oportunitats de fer-ho a causa del seu moviment oblic. Un exemple passa a la continuació de l'obertura Ruy López: 1.e4 e5 2.Cf3 Cc6 3.Ab5 a6 4.Aa4 Cf6 5.0-0 b5 6.Ab3 Ae7?! 7.d4 d6 8.c3 Ag4 9.h3!? Axf3 10.Dxf3 exd4 11.Dg3 g6 12.Ah6!.